# Facultatea de Limbi și Literaturi Străine a Universității Creștine Dimitrie Cantemir
Facultatea de Limbi și Literaturi Străine este o facultate din cadrul Universității Creștine Dimitrie Cantemir din București fondată în 1999, unde pot fi studiate limbile: arabă, engleză, franceză, germană, italiană, japoneză, spaniolă. 